# Kerodiadelia capicola
Kerodiadelia capicola är en skalbaggsart som beskrevs av Henri L. Sudre och Teocchi 2002. Kerodiadelia capicola ingår i släktet Kerodiadelia och familjen långhorningar. Inga underarter finns listade i Catalogue of Life.